# Pseudolatirus
Pseudolatirus là một chi ốc biển, là động vật thân mềm chân bụng sống ở biển trong họ Fasciolariidae.

## Các loài
Các loài trong chi Peristernia gồm có:
- Pseudolatirus clausicaudatus (Hinds, 1844)
- Pseudolatirus discrepans Kuroda & Habe, 1961
- Pseudolatirus kuroseanus (Okutani, 1975)
- Pseudolatirus leucostriatus Kosuge, 1979
- Pseudolatirus pallidus Kuroda & Habe, 1961
- Pseudolatirus pfeifferi (Philippi, 1846)

Synonym
- Pseudolatirus kurodai Okutani & Sakurai, 1964 is accepted as Fusolatirus kurodai (Okutani & Sakurai, 1964)